# Kanton Nancy-3
Kanton Nancy-3 (fr. Canton de Nancy-3) je francouzský kanton v departementu Meurthe-et-Moselle v regionu Grand Est. Tvoří ho část města Nancy. Zřízen byl v roce 2015.